# Xã South Minnewaukan, Quận Ramsey, Bắc Dakota
Xã South Minnewaukan (tiếng Anh: South Minnewaukan Township) là một xã thuộc quận Ramsey, tiểu bang Bắc Dakota, Hoa Kỳ. Năm 2010, dân số của xã này là 225 người.